# Butoiești
Butoiești é uma comuna romena localizada no distrito de Mehedinți, na região de Oltênia. A comuna possui uma área de  km² e sua população era de 3368 habitantes segundo o censo de 2007.